# Жилино (Болгария)
Жилино (болг. Жилино) — село в Болгарии. Находится в Шуменской области, входит в общину Нови-Пазар. Население составляет 221 человек.

## Политическая ситуация
Жилино подчиняется непосредственно общине и не имеет своего кмета.
Кмет (мэр) общины Нови-Пазар — Васил Еленков Тонев (Болгарская социалистическая партия (БСП)) по результатам выборов в правление общины.